# فهرست وابسته‌های دیپلماتیک بوتسوانا

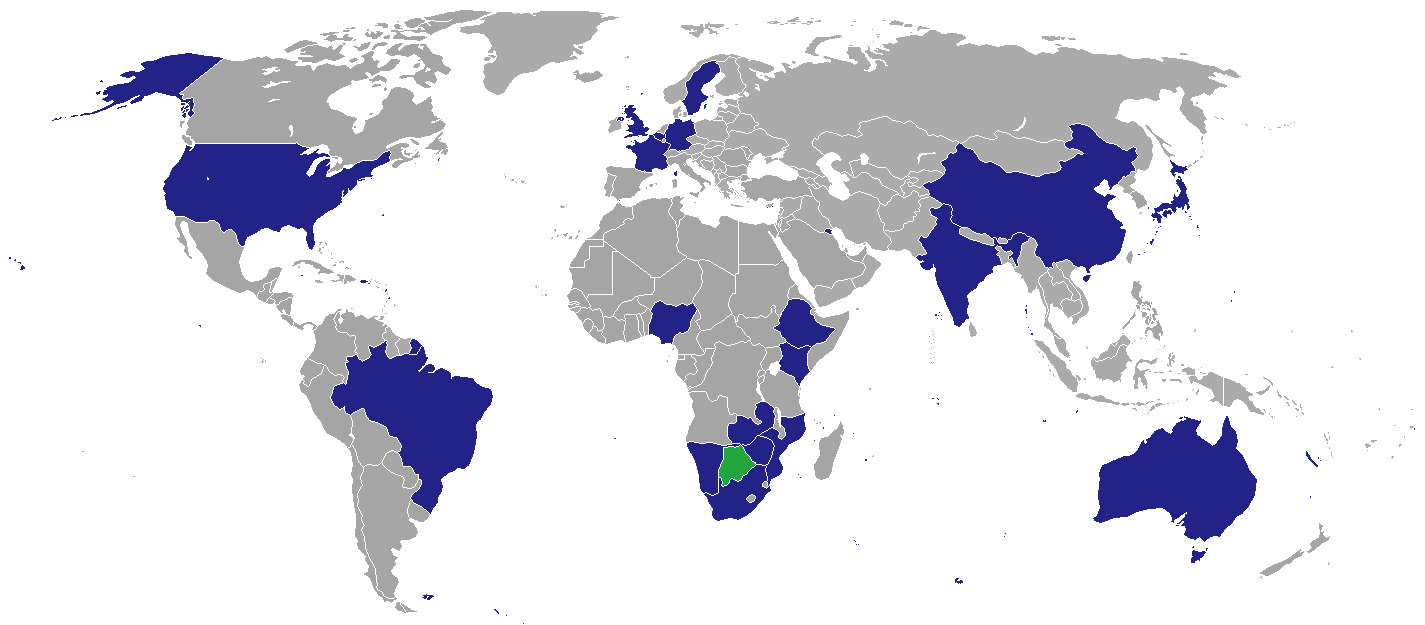
نقشه کشورهای دربردارنده سفارتخانه بوتسوانا

فهرست سفارت‌های بوتسوانا، فهرستی از مراکز سفارتخانه و کنسولگری کشور بوتسوانا در سراسر جهان است.
بوتسوانا در سال ۱۹۶۵ دارای خودگردانی شد و یک سال بعد در ۳۰ سپتامبر ۱۹۶۶ از بریتانیا اعلام استقلال کرد. روابط دیپلماتیک این کشور محدود است، اما همهٔ قاره‌های جهان را دربرمی گیرد.

## آسیا

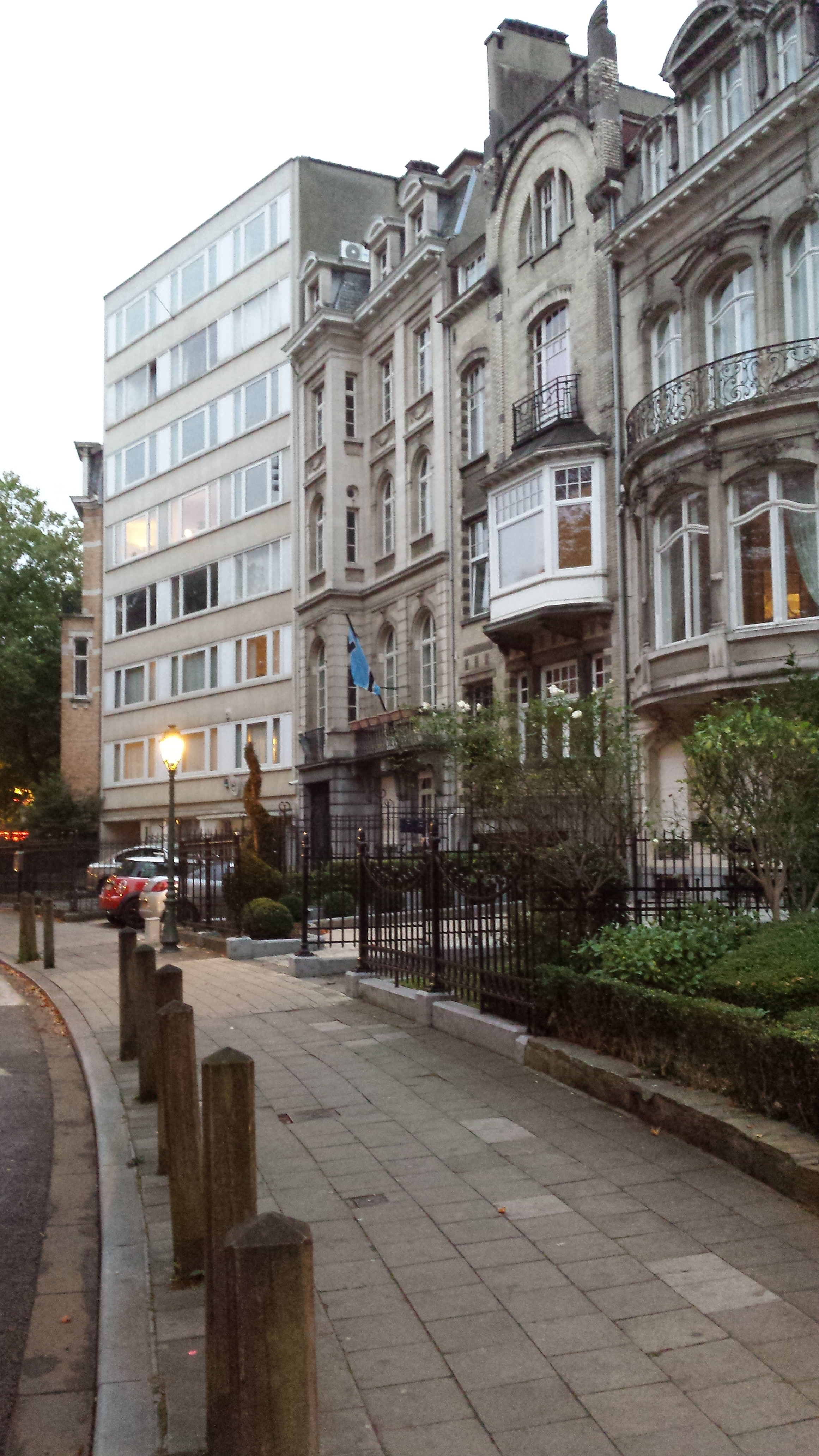
سفارتخانه بوتسوانا در بروکسل

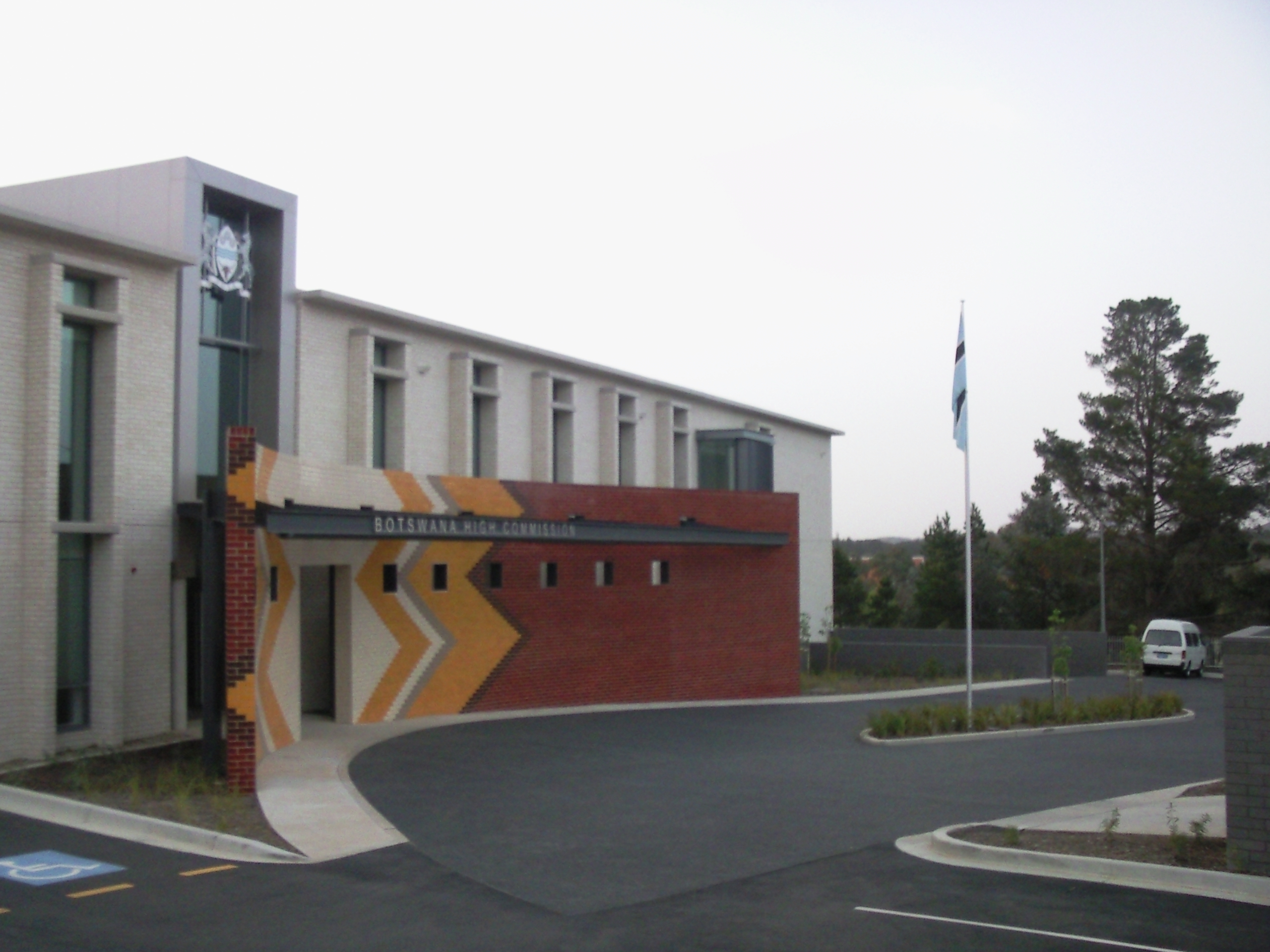
کمیسیون عالی بوتسوانا در کانبرا

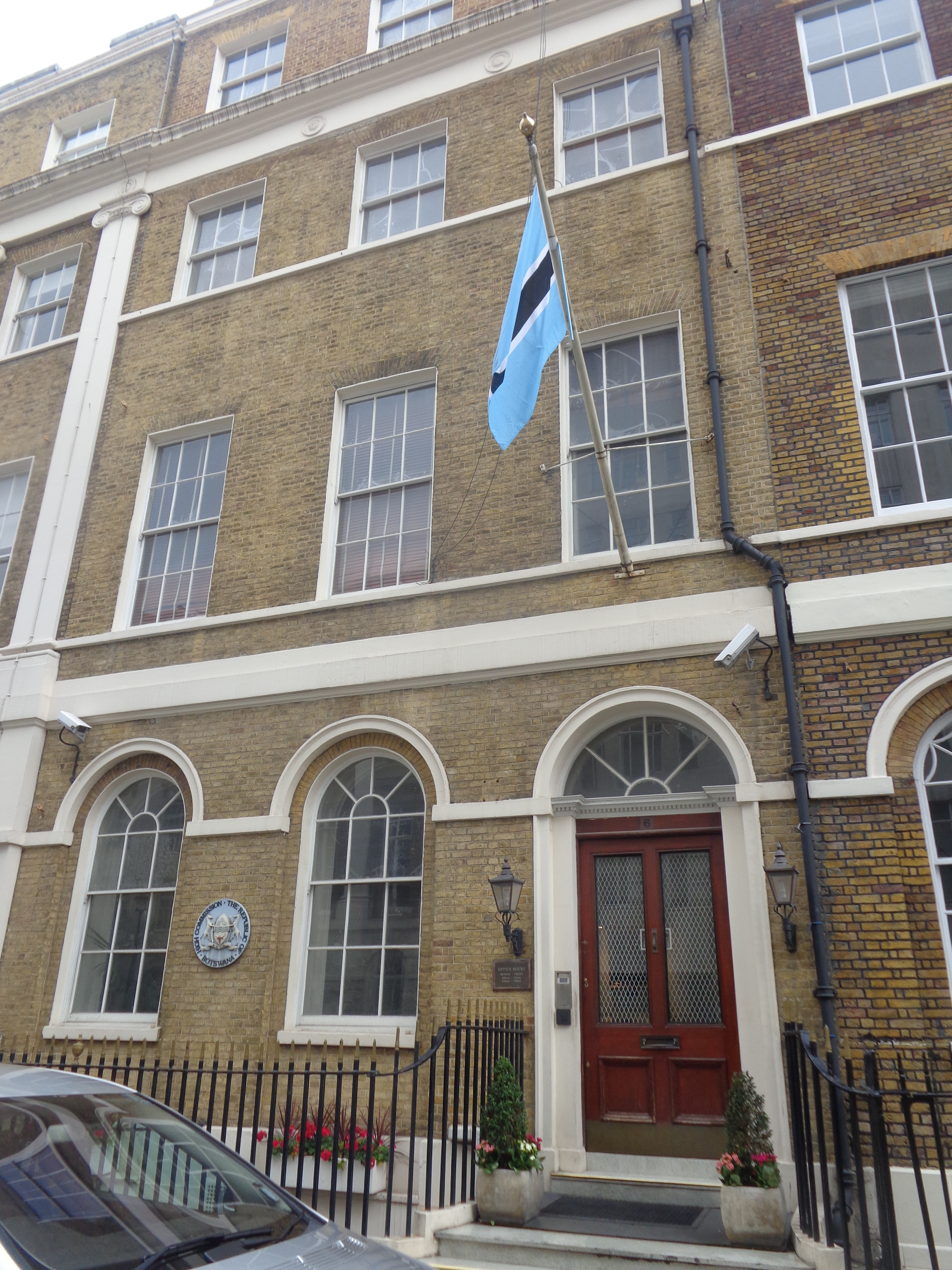
کمیسیون عالی بوتسوانا در لندن

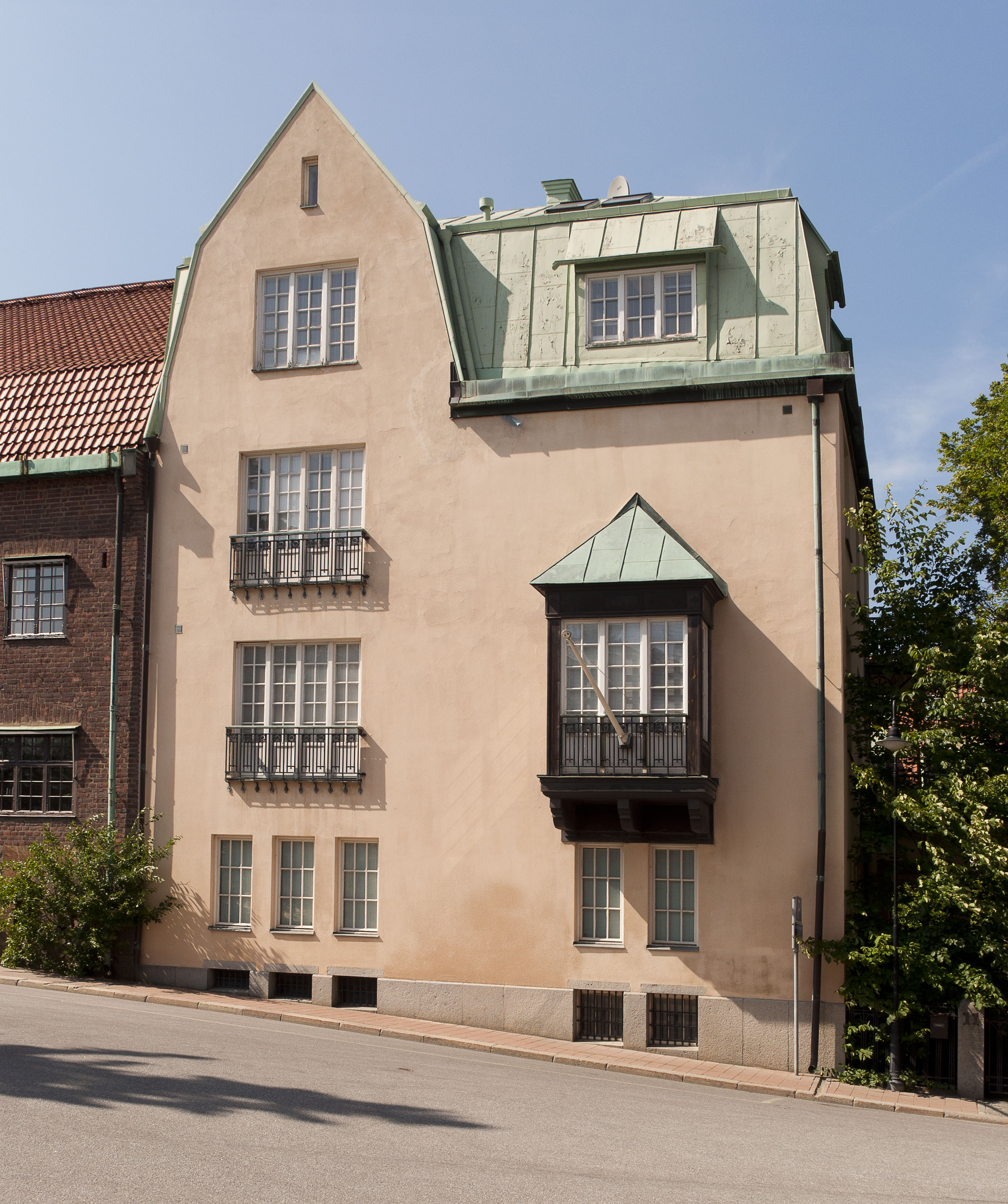
سفارتخانه بوتسوانا در استکهلم

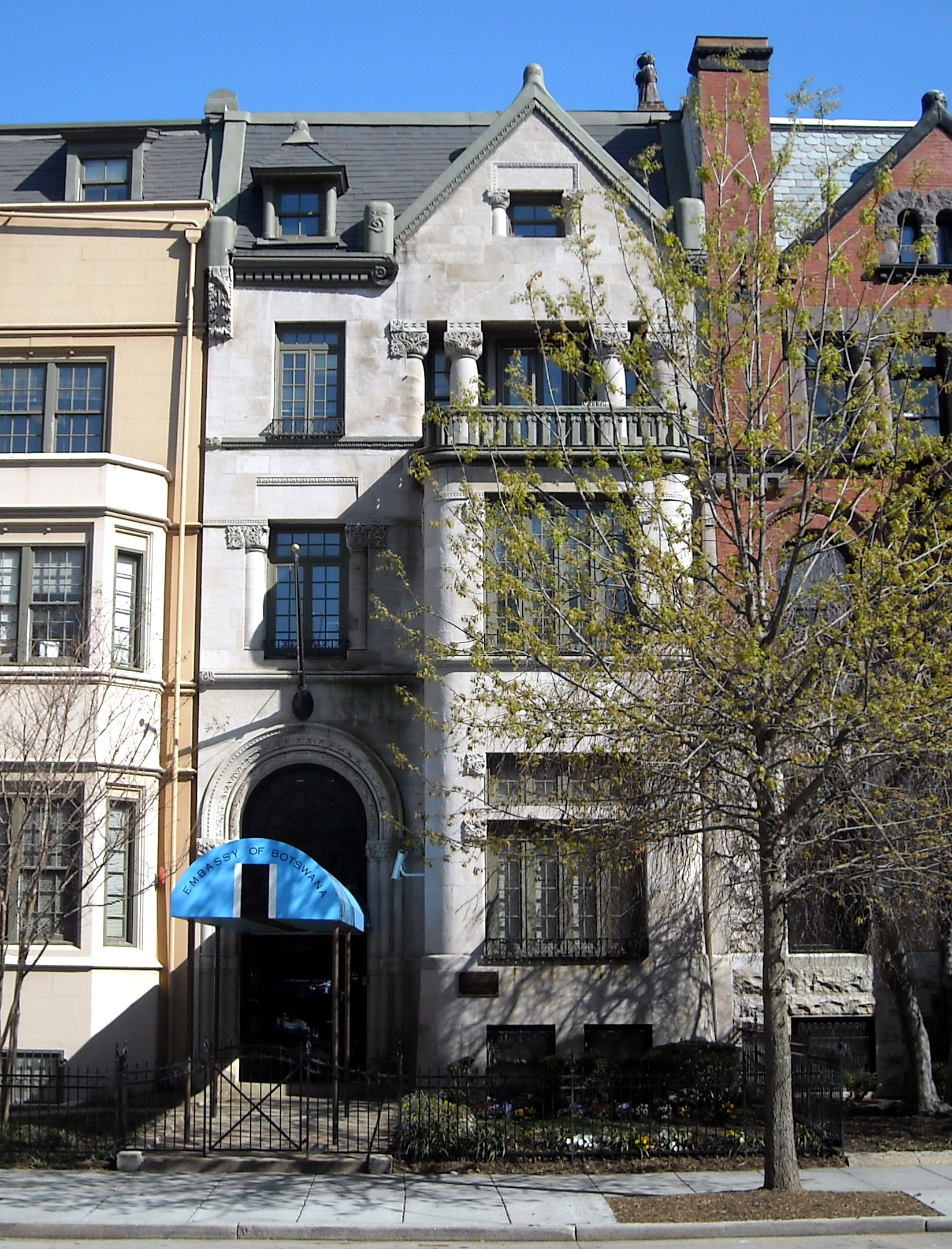
سفارتخانه بوتسوانا در واشنگتن دی سی

- چین
  - پکن (سفارت)
- هند
  - دهلی نو (کمیسیون عالی)
- ژاپن
  - توکیو (سفارت)
- کویت
  - کویت سیتی (سفارت)

## آفریقا
- اتیوپی
  - آدیس آبابا (سفارت)
- کنیا
  - نایروبی (کمیسیون عالی)
- موزامبیک
  - ماپوتو (کمیسیون عالی)
- نامیبیا
  - ویندهوک (کمیسیون عالی)
- نیجریه
  - ابوجا (کمیسیون عالی)
- آفریقای جنوبی
  - پرتوریا (کمیسیون عالی)
  - کیپ تاون (سرکنسولگری)
  - ژوهانسبورگ (سرکنسولگری)
- زامبیا
  - لوزاکا (کمیسیون عالی)
- زیمبابوه
  - هراره (سفارت)

## آمریکا
- برزیل
  - برازیلیا (سفارت)
- ایالات متحده آمریکا
  - واشنگتن دی سی (سفارت)

## اروپا
- بلژیک
  - بروکسل (سفارت)
- آلمان
  - برلین (سفارت)
- سوئد
  - استکهلم (سفارت)
- بریتانیا
  - لندن ( کمیسیون عالی )

## اقیانوسیه
- استرالیا
  - کانبرا (کمیسیون عالی)

## سازمان‌های چندجانبه
- اتحادیه اروپا
  - بروکسل (مأموریت به اتحادیه اروپا)
- سازمان ملل متحد
  - ژنو (نمایندگی دائم)
  - نیویورک سیتی (نمایندگی دائم به سازمان ملل متحد)